# John Evan Hodgson

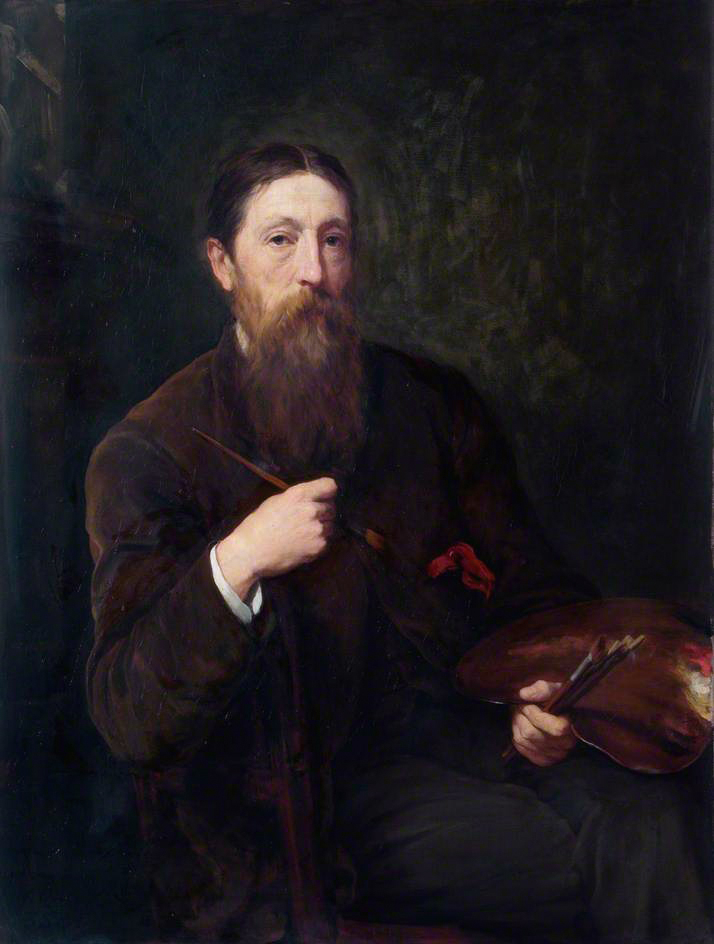
John Evan Hodgson, porträtterad av Walter William Ouless

John Evan Hodgson, född 1832, död 1913, var en brittisk målare.
Hodgson var ursprungligen historie- och genremålare, men kom efter en resa i Nordafrika 1869 att därefter ägna sig åt den etnografiska genren. Hans marockanska och arabisak gatubilder och typframställningar kännetecknas av en varm, frodig kolorit och humoristisk uppfattning. Hodgson är representerad vid bland annat Nationalmuseum i Stockholm.